# Kijini
Kijini è una circoscrizione urbana (urban ward) della Tanzania situata nel distretto di Kusini, regione di Zanzibar Centro-Sud. Conta una popolazione di 2 634 abitanti (censimento 2012).